# Tetenhuse
Tetenhuse (dansk) eller Tetenhusen (tysk) er en landsby og kommune i det nordlige Tyskland under Kreis Slesvig-Flensborg i delstaten Slesvig-Holsten. Landsbyen er beliggende mellem Slesvig by i nord og Rendsborg i syd ved Sorgåen i det sydlige Sydslesvig. Byen ligger i nærheden af Loheden. I kommunens østlige del ligger Tetenhuse Skov, i den nordvestlige del Tetenhuse Mose.
Kommunen samarbejder på administrativt plan med nabokommunerne i Krop-Stabelholm kommunefællesskab (Amt Kropp-Stapelholm).

## Historie
Byen blev grundlagt efter stormfloden 1362 fra hjemløse nordfrisere. Navnet er afledt af det nordfrisiske navn Thede eller Thade.
Tetenhuse lå i Krop Sogn (Krop og Meggertorp Herreder), da området tilhørte Danmark.